# 1612
Năm 1612 (số La Mã: MDCXII) là một năm nhuận bắt đầu vào Chủ Nhật của lịch Gregory (hay một năm nhuận bắt đầu vào thứ Tư trong lịch Julius chậm hơn 10 ngày).

## Mất
- Phùng Tiểu Thanh